# Лейбфрейд Олександр Юрійович
Олекса́ндр Ю́рійович Лейбфрейд (* 3 жовтня (20 вересня) 1911, Харків — † 26 травня 2003, Дортмунд) — український архітектор та краєзнавець, педагог, кандидат архітектури, доцент, 1933 — член Союзу архітекторів України, 1945 — кандидат архітектури, 1947 — доцент; нагороджений медаллю «За доблесну працю в Великій Вітчизняній війні».

## Життєпис
Народився у сім'ї інженера-будівельника. Його батько — Лейбфрейд Юрій Маркович — інженер-будівельник, професор, автор підручників з будівельної справи.
На початку 1930-х закінчив будівельну професійну школу, потім — архітектурний факультет Харківського інженерно-будівельного інституту.
Був серед складу Організаційного комітету зі скликання Першого з'їзду архітекторів УРСР.
За його проектами збудовано багато промислових та цивільних споруд в Україні, зокрема, і у Харкові.
З 1935 по 1986 рік він викладав у Харківському інженерно-будівельному інституті, займався науковою роботою, здобув ступінь кандидата архітектури.
З того ж 1935 року керував Першою архітектурною майстернею в Харківському Промбудпроекті, був головним архітектором проектного інституту.
Серед післявоєнних робіт — відновлення будови Олексія Бекетова — серед будов автотранспортного технікуму на площі Тевелєва; відновлення й реконструкція турбінного заводу й корпусів ФЕДу.
1980 року його прийняли до клубу «Краєзнавець». Багато років займався просвітницькою діяльністю, вів краєзнавчу роботу, писав книги і статті, брав участь у теле- й радіопередачах. Неодноразово виступав на засіданнях клубу «Краєзнавець» з доповідями про історію архітектури Слобожанщини.
В 1985 році з його ініціативи виходить путівник «Харків. Архітектура, пам'ятники, новобудови».
1990 року завершив проект меморіалу у Дробицькому Яру — у співавторстві з В. Я. Савенковим, відкрито в 2002 році.
В 1994 році його обрано Почесним членом Української академії архітектури.
У 1995 році йому присвоєно звання «Почесний краєзнавець України».
1998 року стає лауреатом творчої премії Харківського міськвиконкому — в галузі архітектури за книгу «Харків. Від фортеці до столиці» — у співавторстві з Ю. Ю. Поляковою.
У 2000 році у серії «Краєзнавці Слобожанщини» вийшов друком бібліографічний покажчик, підготовлений у Харківській державній науковій бібліотеці до його 90-річчя, видання містить відомості про майже 500 публікацій, деякі малюнки архітектора.
2000 року переїхав до Дортмунда, де проживав старший син, але зв'язків з клубом «Краєзнавець» не припинив; друкував книги та статті. Величезну колекцію негативів архітектурних споруд Харкова, слайдів, фотографій, яку частково перед від'їздом передав академії міського господарства, університету будівництва та архітектури і Харківській державній науковій бібліотеці ім. В. Г. Короленка.
2001 року в Дортмунді відбулася виставка Лейбфрейда.
Його авторству належать роботи та проекти по реконструкції і будівництву промислових корпусів й адміністративних будов в Харкові, інших містах України та Росії.
Був переможцем цілого ряду архітектурних конкурсів; нагороджений медаллю та Почесною Ленінською грамотою.
Реалізовано понад 40 його архітектурно-інженерних проектів.